# Лебедев, Николай Иванович (историк)
Никола́й Ива́нович Ле́бедев (15 ноября 1925, Рахмановка Клинцовского района Саратовской области, СССР — 26 апреля 2024) — советский и российский историк, специалист в области международных отношений и мировой политики. Ректор МГИМО (1974—1985).

## Биография
Родился 15 ноября 1925 года в селе Рахмановка Клинцовского района Саратовской области.
В 1942 году после окончания средней школы стал учеником токаря механического цеха Каширской ГРЭС. В 1943 году добровольно поступил в партизанский отряд, отправленный в Брестскую область для действия в тылу противника.
В 1950 году окончил Институт международных отношений с отличием. После защиты кандидатской диссертации «Провал империалистической политики США и Англии в отношении Румынии в годы второй мировой войны» в 1953 году работал старшим преподавателем кафедры истории международных отношений и внешней политики СССР, доцентом и профессором кафедры ИМО.
В 1966 году за диссертацию в двух томах «Румынский фашизм и его крах (1930—1945 гг.)» Н. И. Лебедеву была присуждена учёная степень доктора исторических наук. В 1969—1974 годах — декан факультета международных отношений МГИМО.
С 1974 года по 1985 год являлся ректором МГИМО.
После освобождения от должности ректора МГИМО в 1985 году продолжил работу старшим научным сотрудником в ИМЭМО АН СССР.
Скончался 26 апреля 2024 года на 99-м году жизни. Похоронен на Троекуровском кладбище.